# Canton (Massachusetts)
Canton és una població dels Estats Units a l'estat de Massachusetts. Segons el cens del 2007 tenia 21.916 habitants.

## Demografia
Segons el cens del 2000, Canton tenia 20.775 habitants, 7.952 habitatges, i 5.550 famílies. La densitat de població era de 423,7 habitants per km².
Dels 7.952 habitatges en un 30,9% hi vivien nens de menys de 18 anys, en un 58,4% hi vivien parelles casades, en un 8,9% dones solteres, i en un 30,2% no eren unitats familiars. En el 25,4% dels habitatges hi vivien persones soles el 12,3% de les quals corresponia a persones de 65 anys o més que vivien soles. El nombre mitjà de persones vivint en cada habitatge era de 2,56 i el nombre mitjà de persones que vivien en cada família era de 3,12.
Per edats la població es repartia de la següent manera: un 23,6% tenia menys de 18 anys, un 5,6% entre 18 i 24, un 29,9% entre 25 i 44, un 24% de 45 a 60 i un 16,9% 65 anys o més.
L'edat mediana era de 40 anys. Per cada 100 dones de 18 o més anys hi havia 85,2 homes.
La renda mediana per habitatge era de 69.260 $ i la renda mediana per família de 82.904$. Els homes tenien una renda mediana de 52.216 $ mentre que les dones 40.755$. La renda per capita de la població era de 33.510$. Entorn del 2,2% de les famílies i el 3,4% de la població estaven per davall del llindar de pobresa.

## Fills il·lustres
- James Batcheller Sumner (1887 - 1955) químic i bioquímic, Premi Nobel de Química de l'any 1946.